# Брилевское поле
Брилевское поле (бел. Брылёўскае поле) — мемориальный комплекс, расположенный рядом с населёнными пунктами Брили и Студёнка Борисовского района Минской области Беларуси.

## География
Расположен примерно в 7 километрах к востоку от Борисова, на правом берегу реки Березина, рядом с населёнными пунктами Брили и Студёнка.

## История
В районе населённых пунктов Студёнка и Брили Борисовского района 26 ноября 1812 года состоялось значимое историческое событие: первый день переправы армии Наполеона через Березину. 
Именно на Брилевском поле 27 ноября произошло сражение между французским арьергардом и частями русской армии.
На другой стороне Березины, на Брилевском поле, известном как место переправы через реку Березину войск Наполеона во время войны 1812 года, в районе деревни Брили, был найден денежно-вещевой клад IX века.

## Мемориальный комплекс
Мемориальный комплекс «Брилевское поле» расположен в непосредственной близости от места исторических событий, на месте решающего сражения 14–16 (26–28) ноября 1812 года между русскими войсками и Великой армией Наполеона. 
Мемориал состоит из: памятник (мемориал), часовня-памятник, памятник русским воинам, памятник французским воинам, погибшим на Брилевском поле, памятный знак в честь 150-летия Битвы при Березине.
В центре комплекса — величественный обелиск, символизирующий мужество и трагизм тех дней. Вокруг — полевые укрепления, реконструированные редуты и рвы, а также информационные стенды, рассказывающие о ходе сражения, участвовавших армиях и значении Брилевского поля в общей картине войны 1812 года.
Рядом с деревней Студёнка, в том месте, где отступающие французские войска форсировали Березину, находится монумент, на котором закреплены памятная доска и медальон с изображением императора Наполеона.

## Галерея

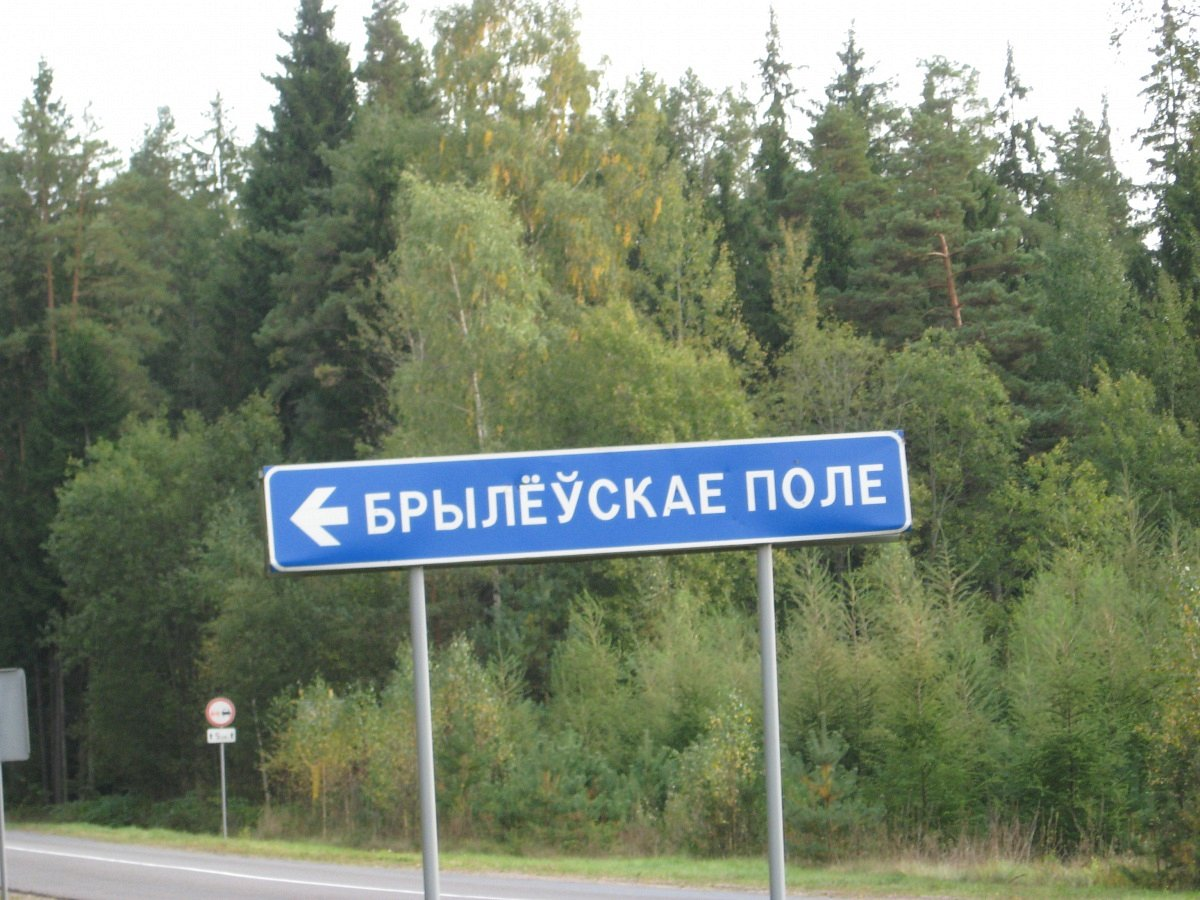
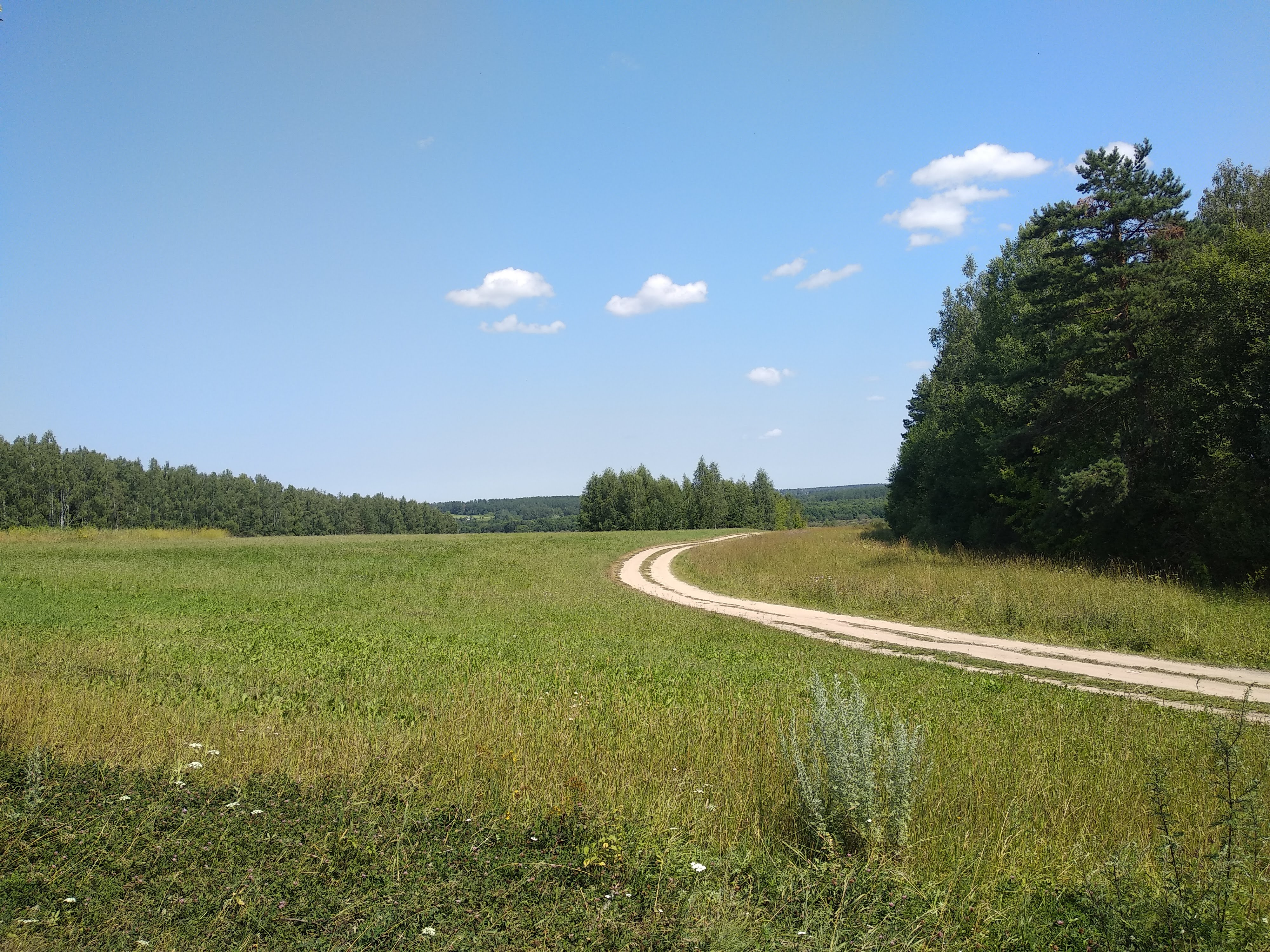
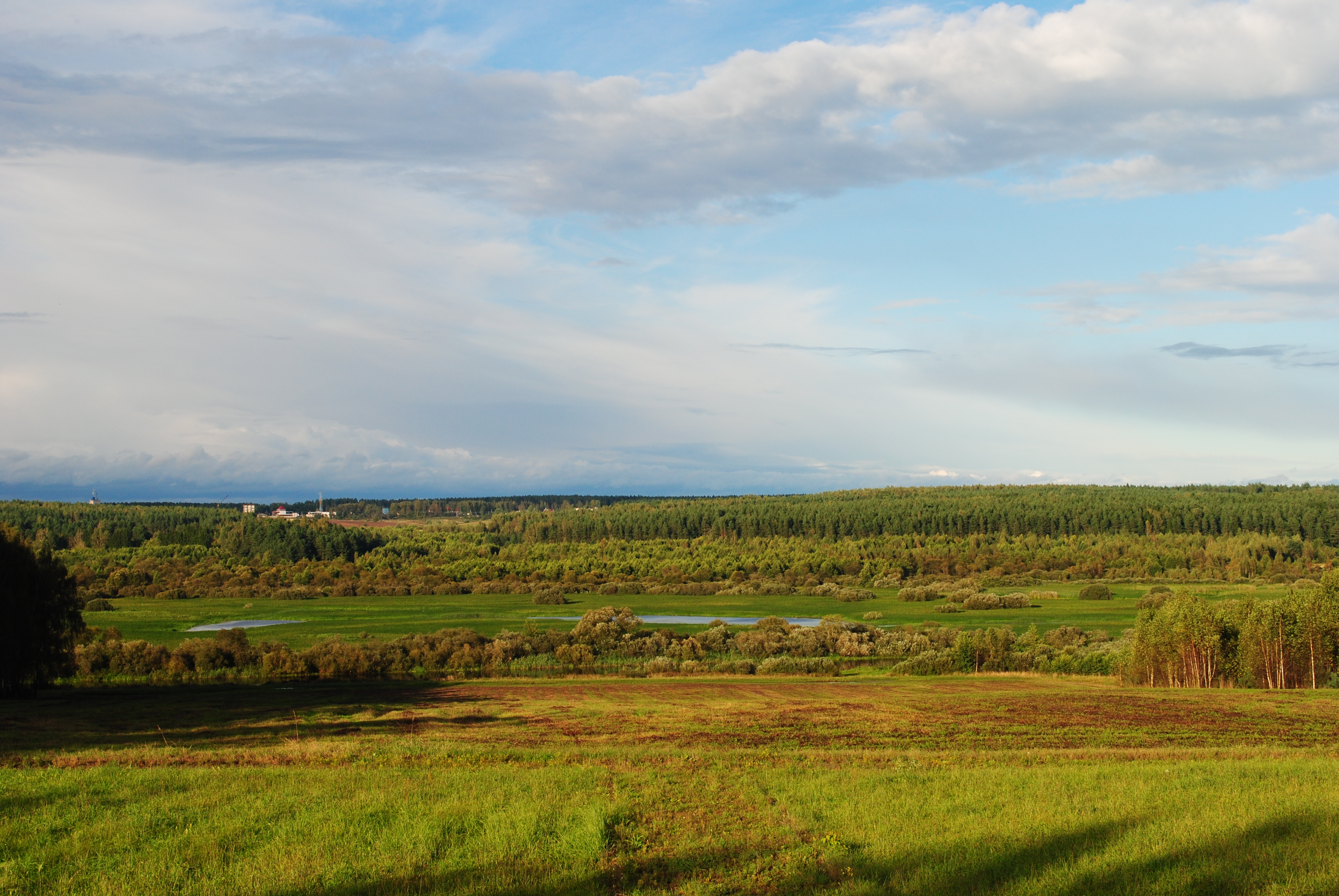
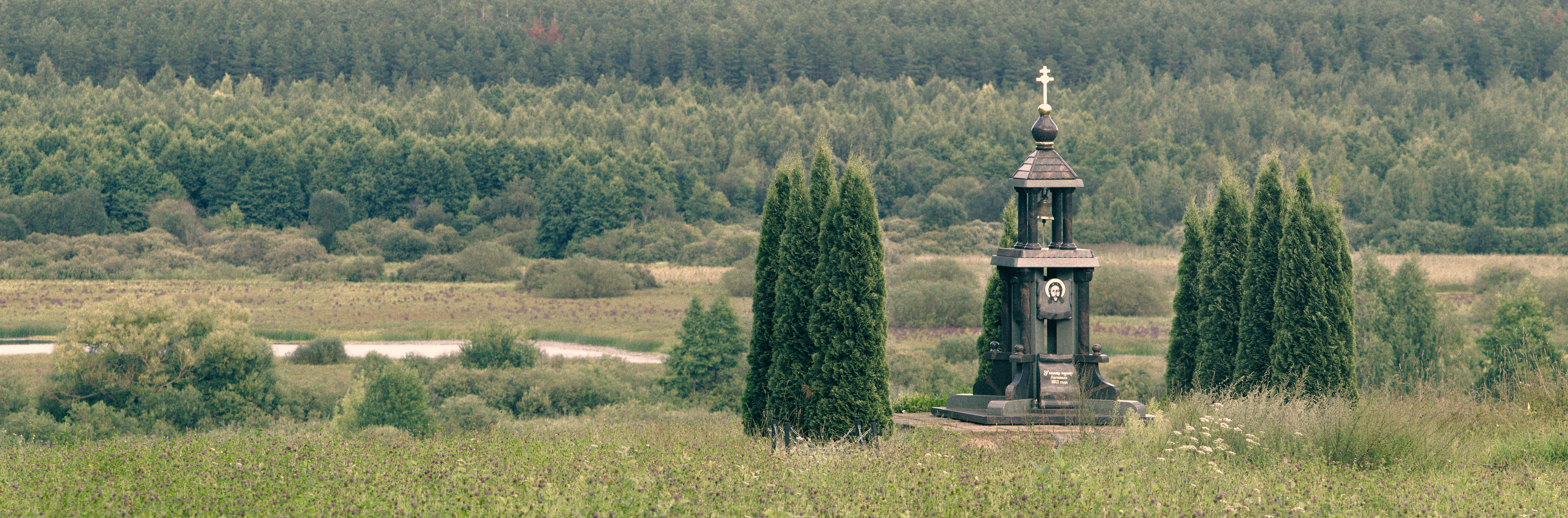
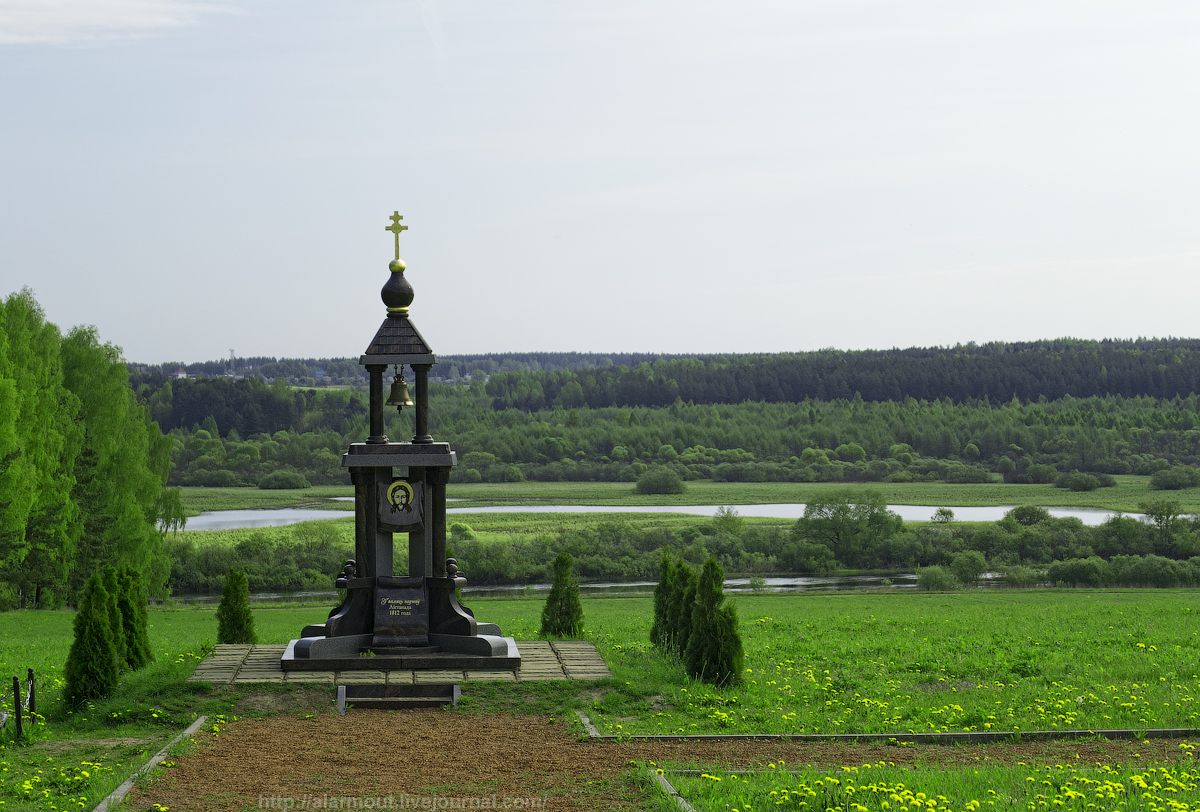
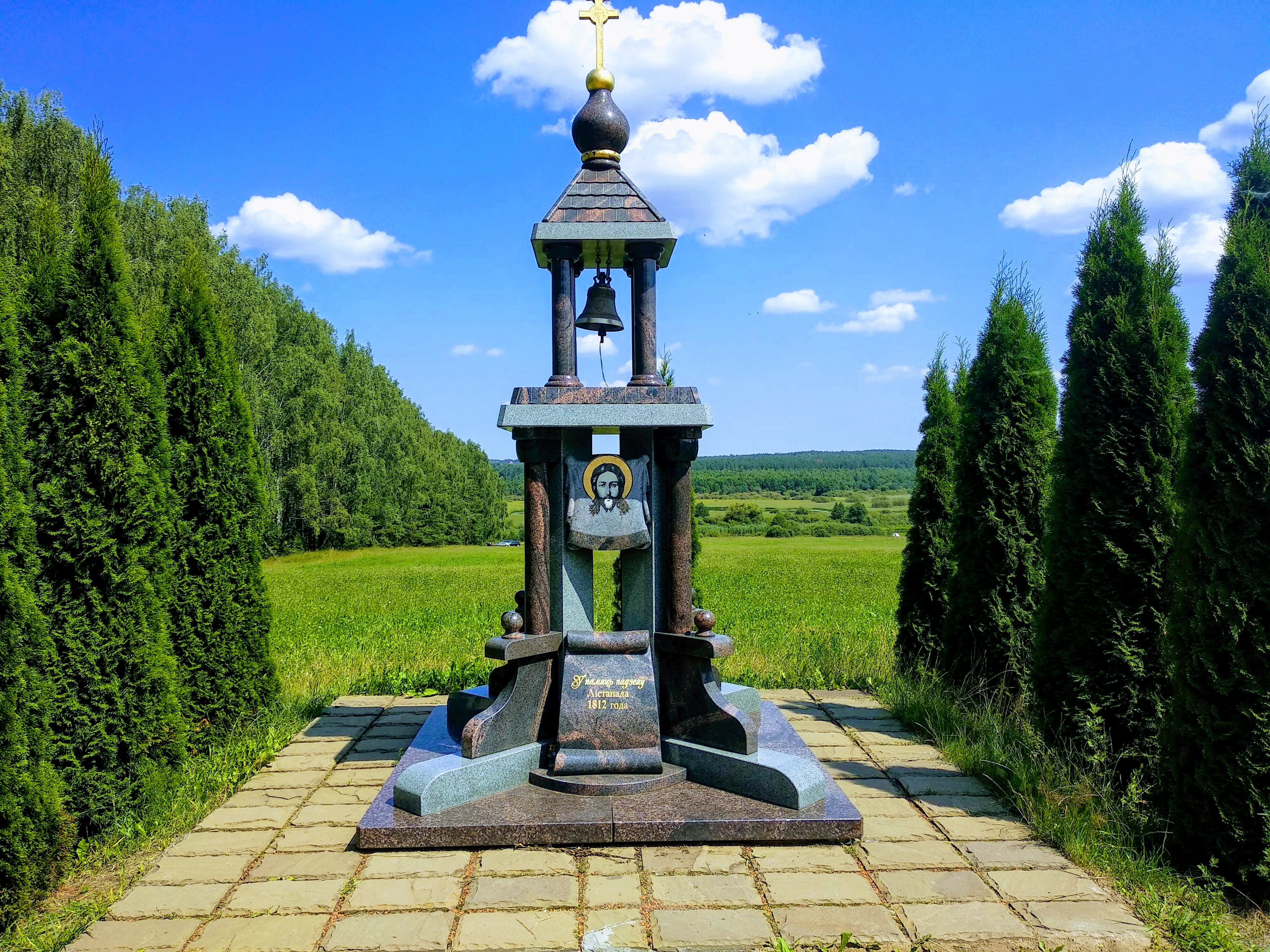
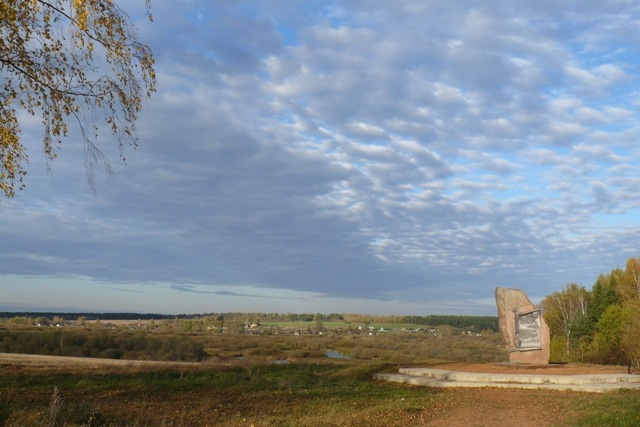
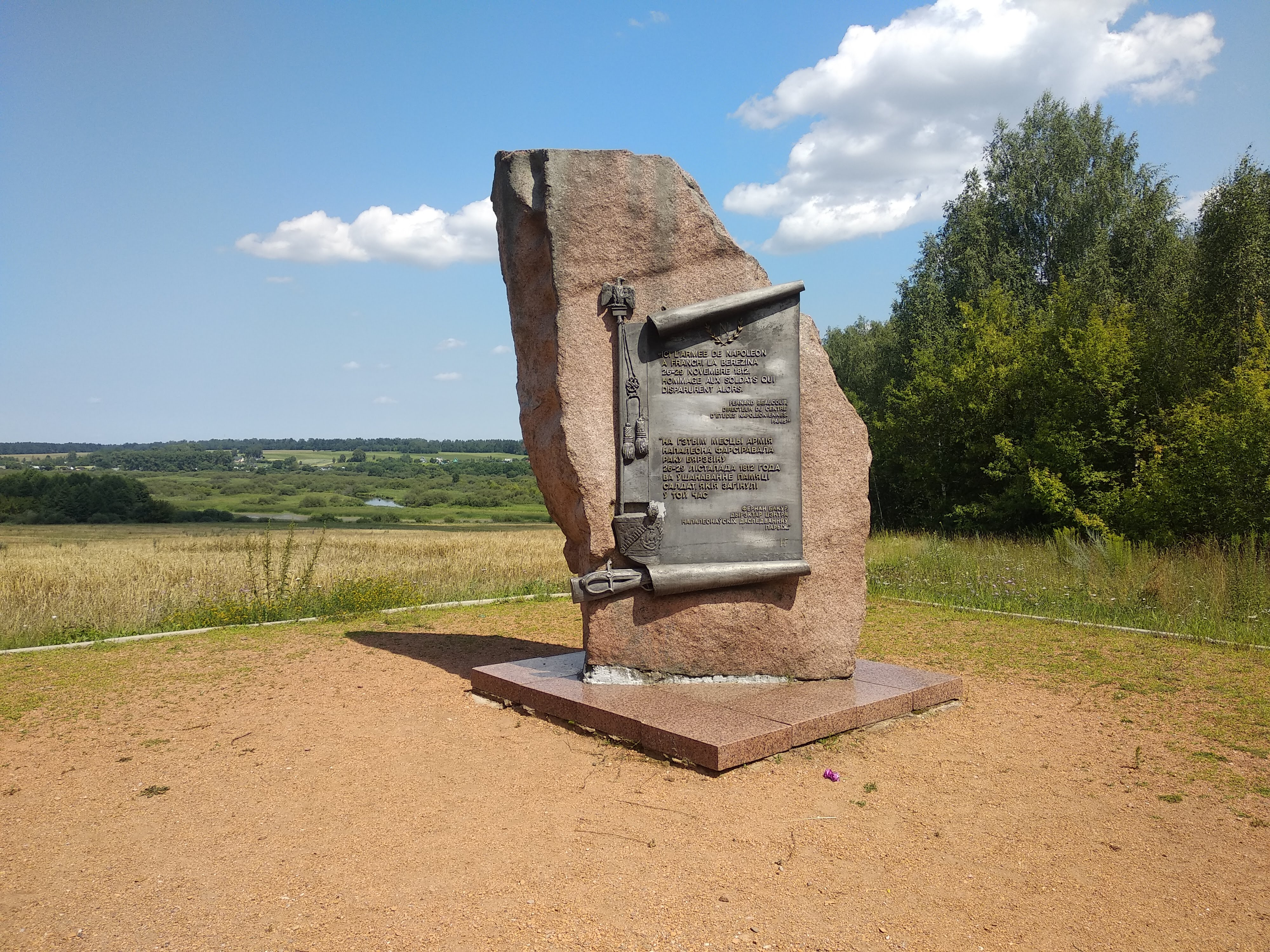
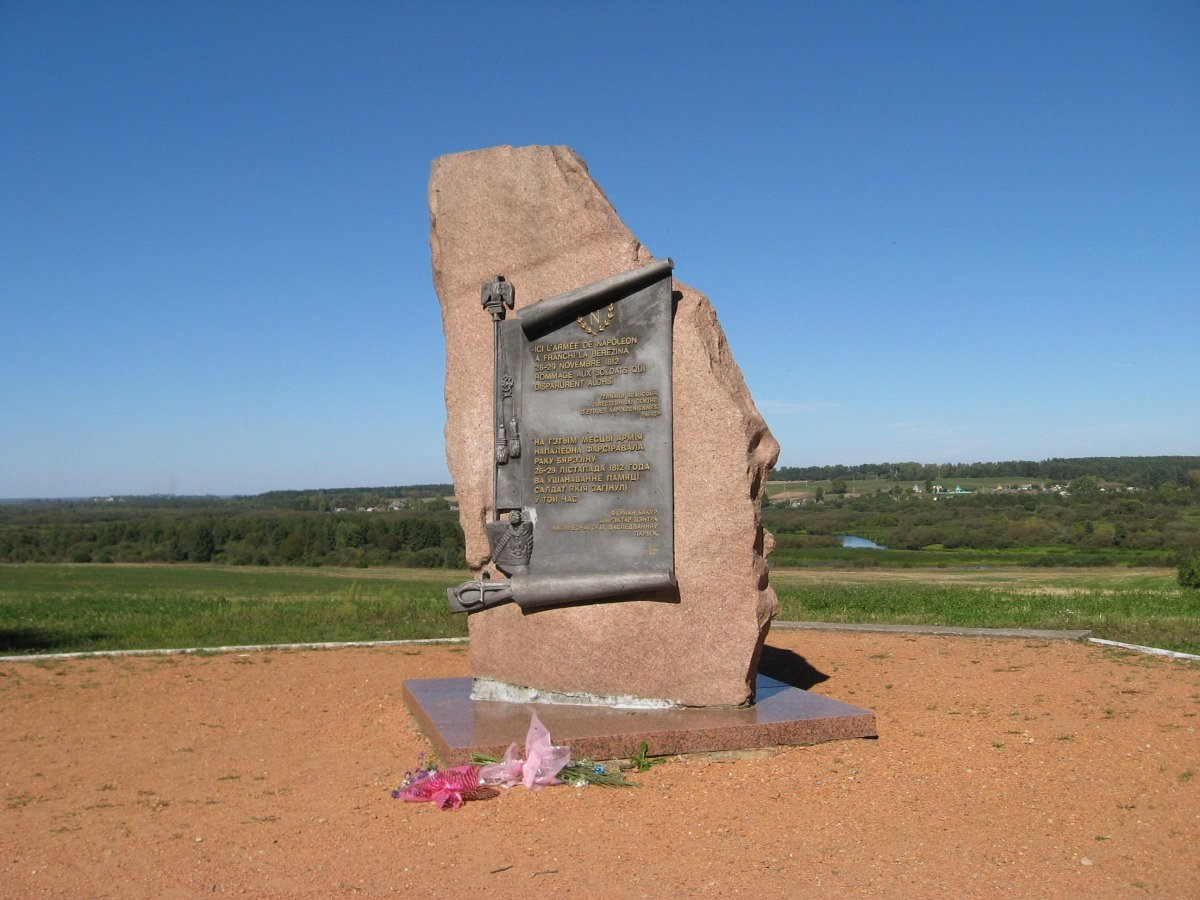
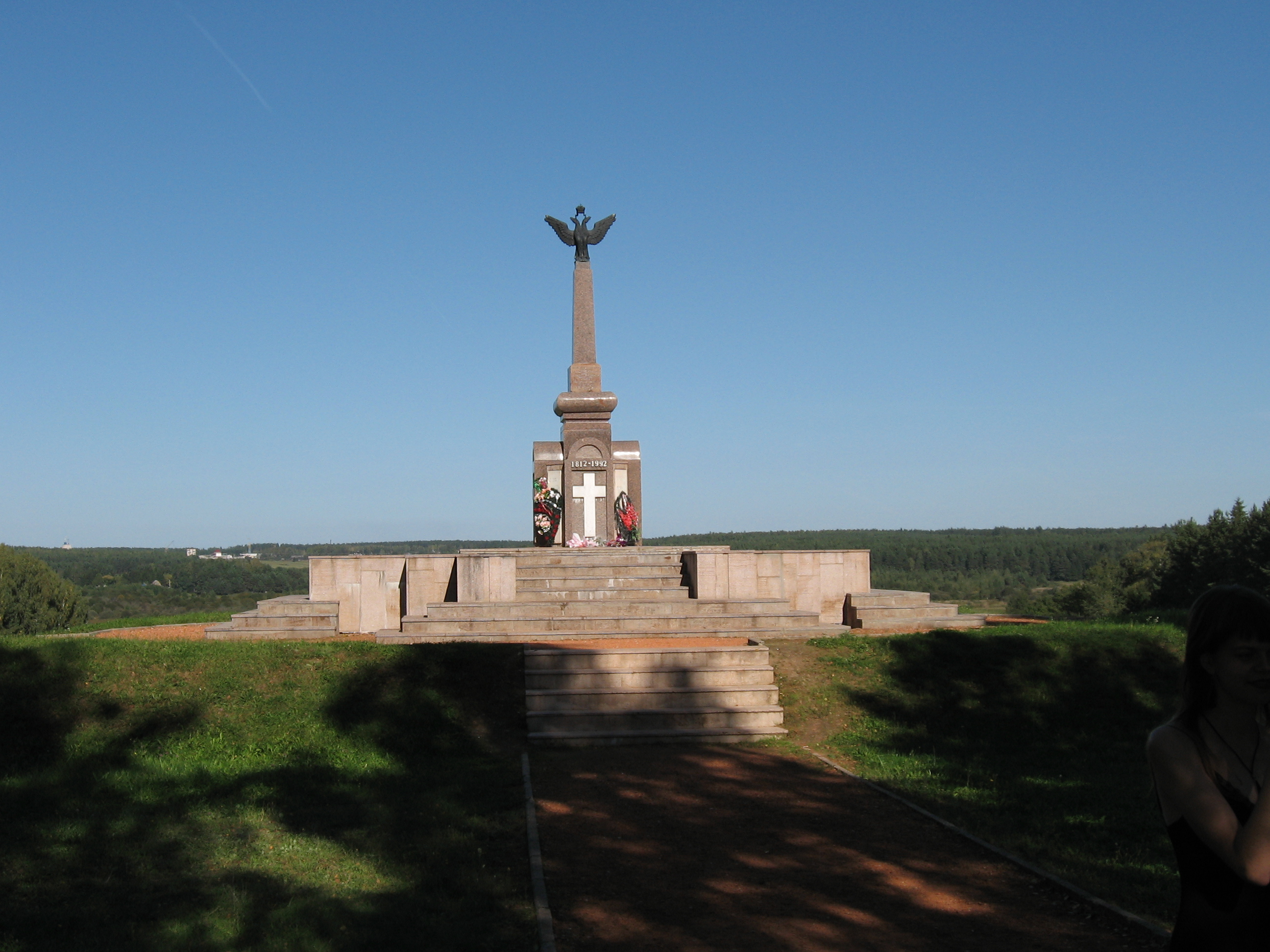
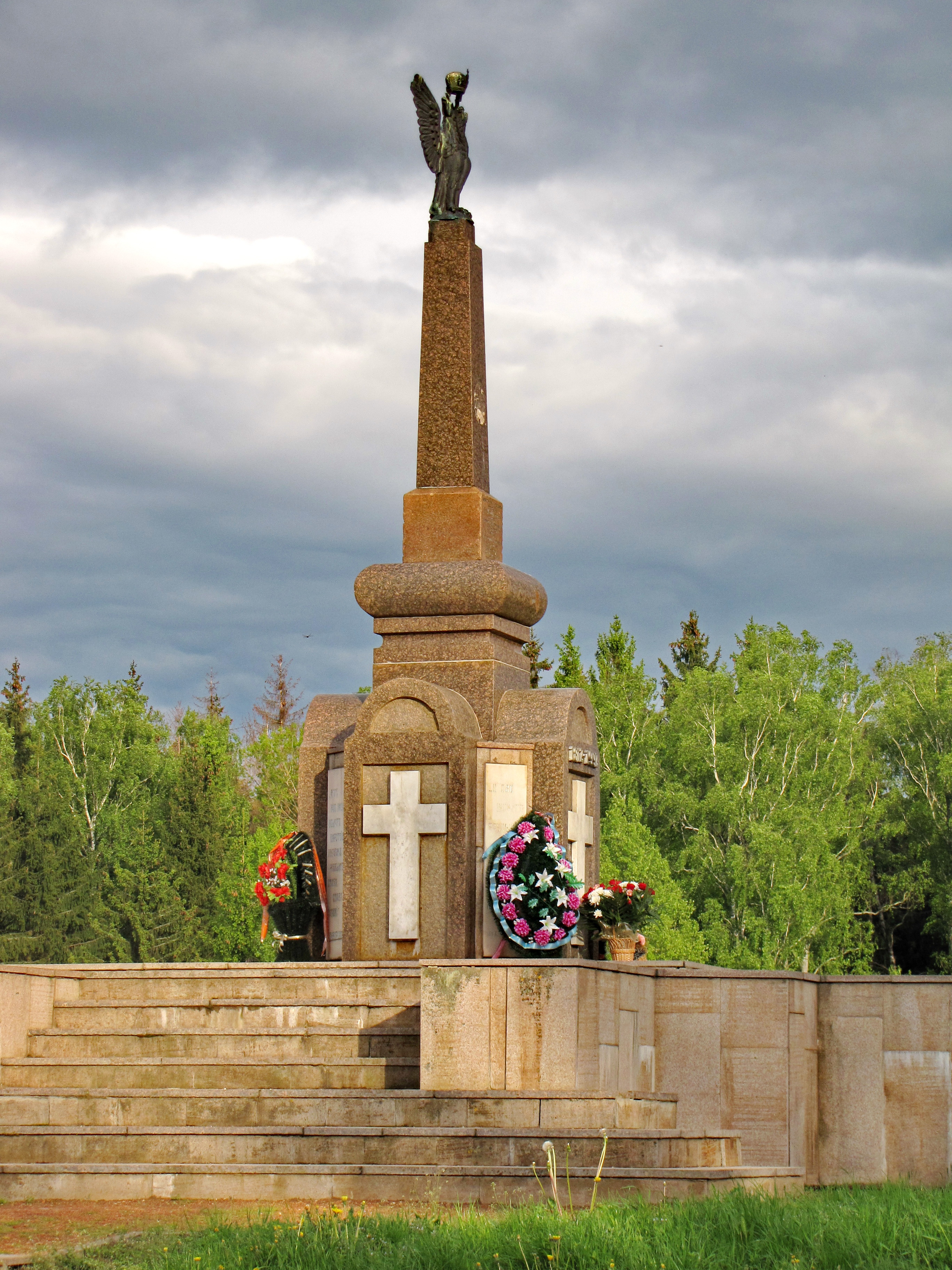
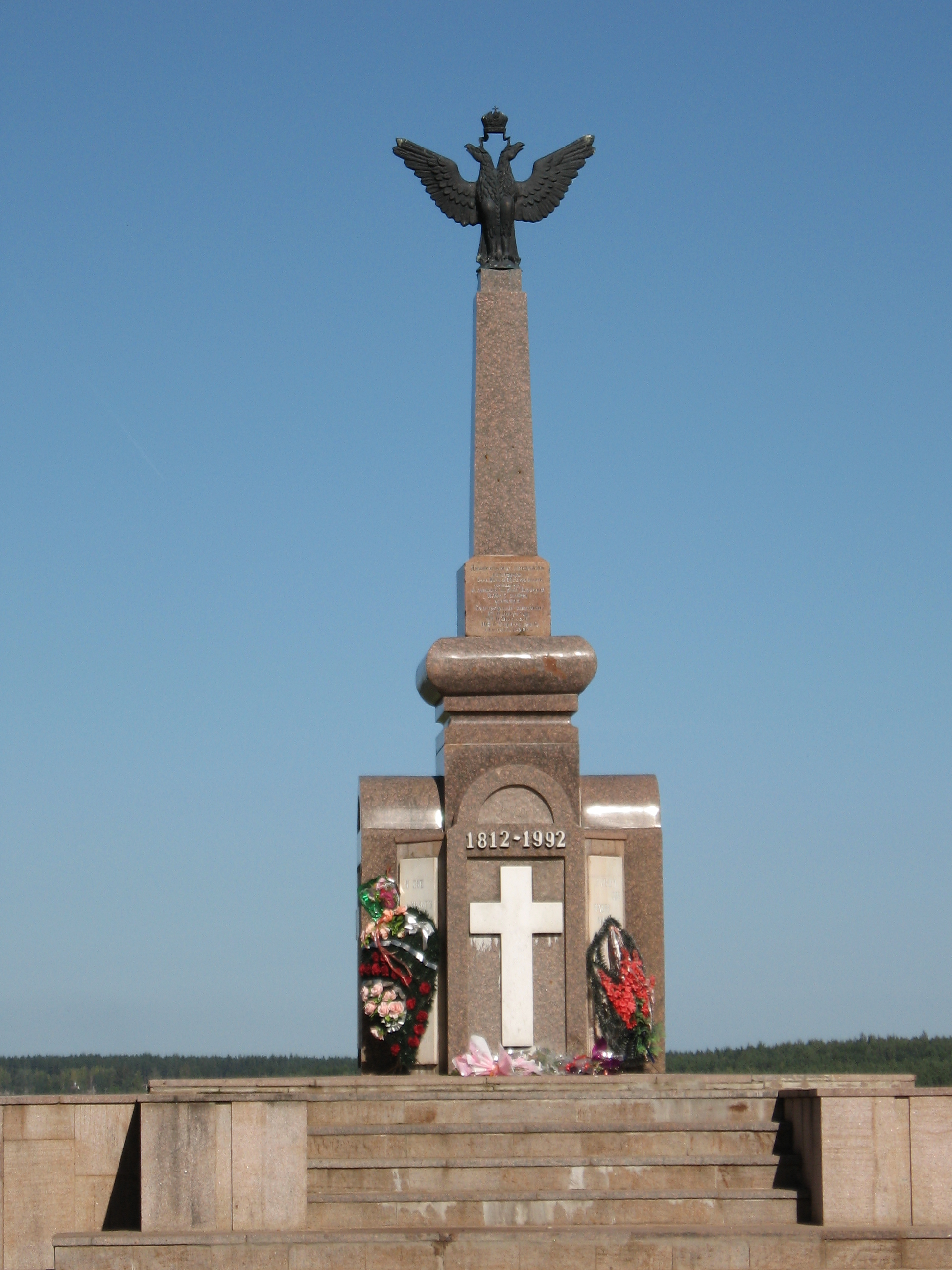
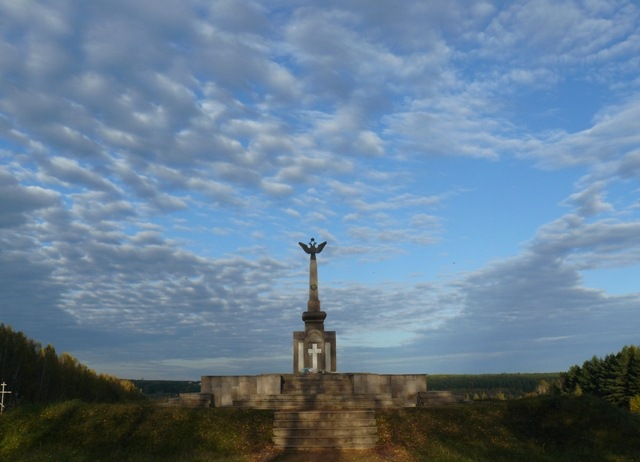
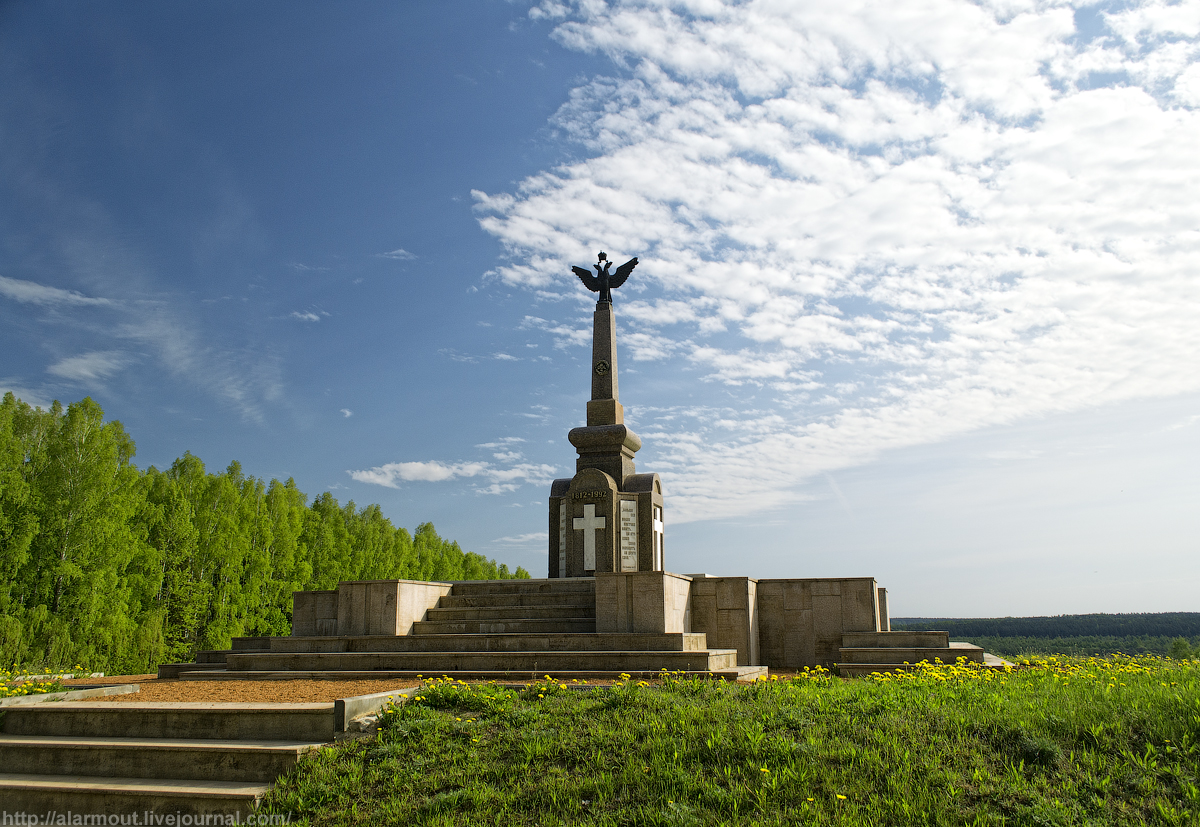
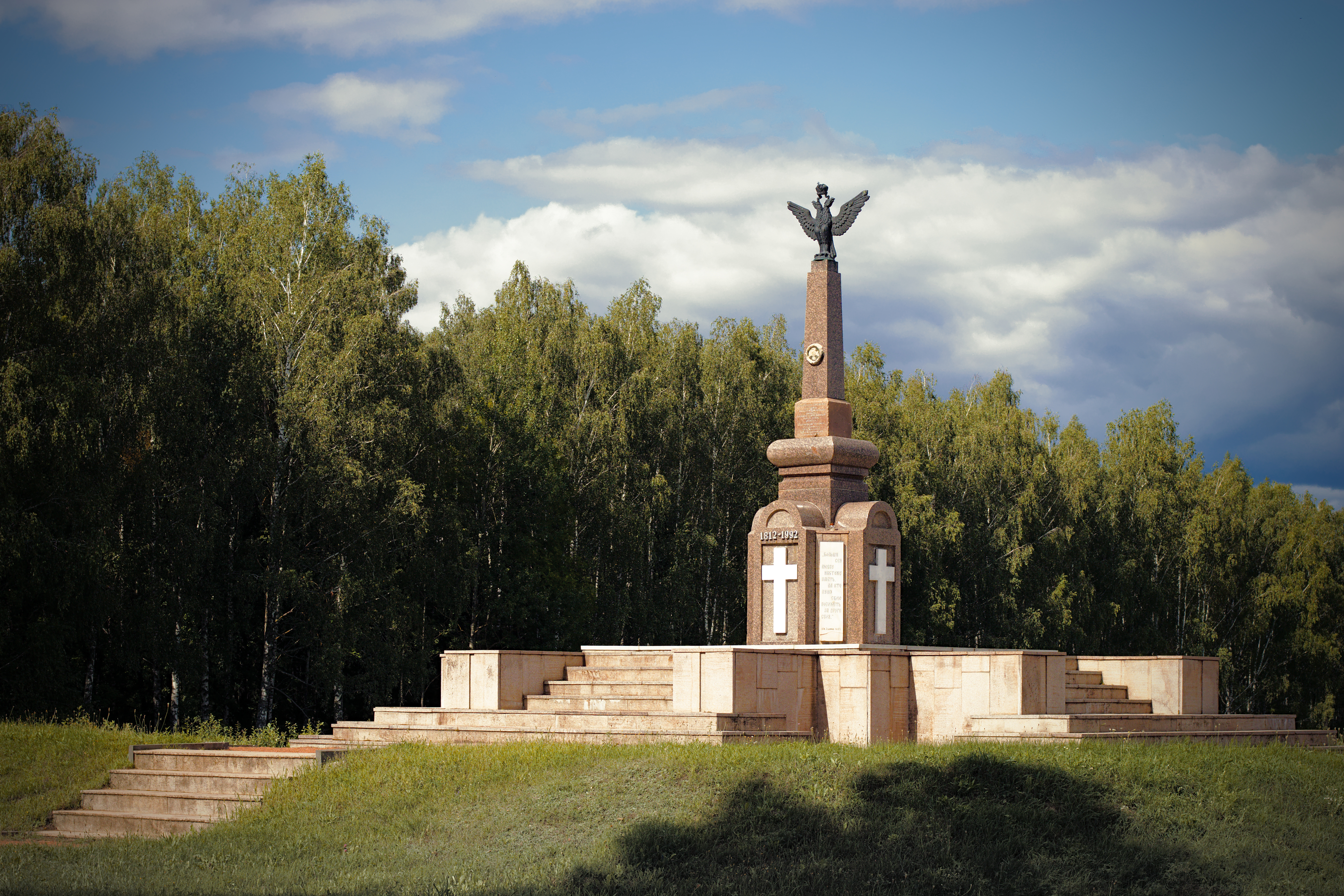
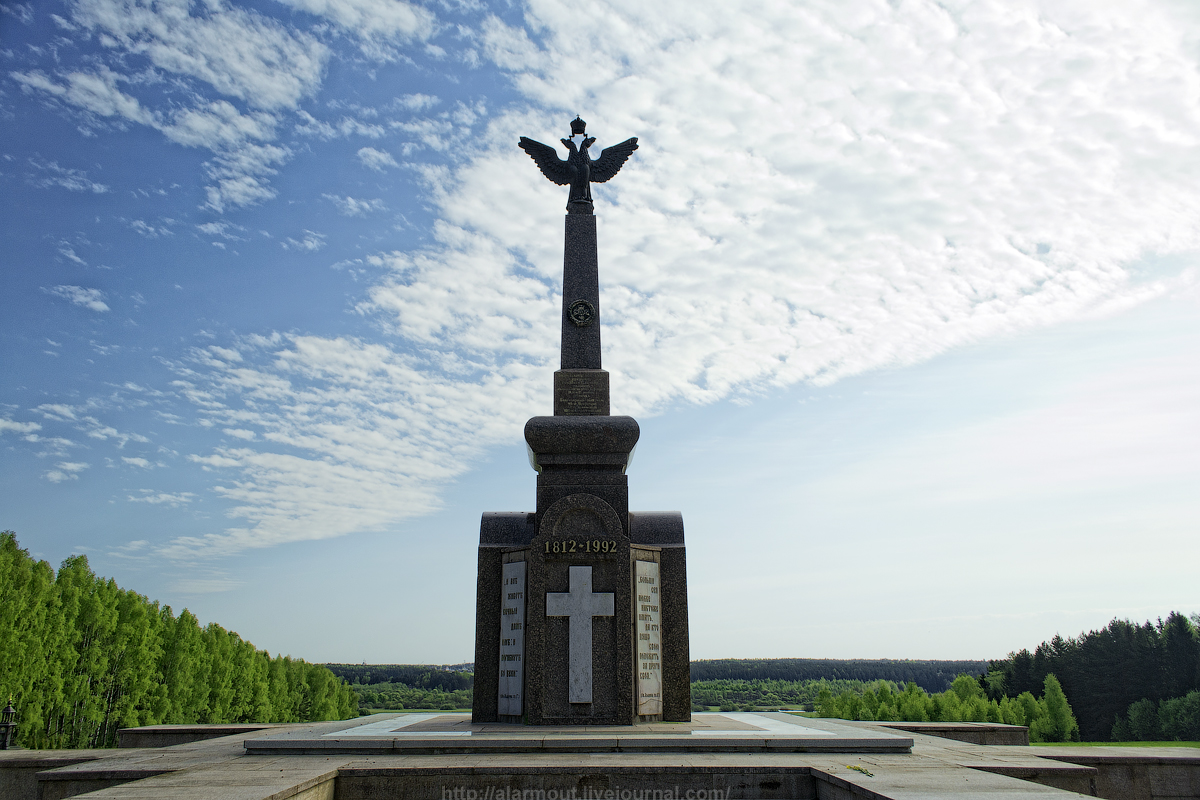
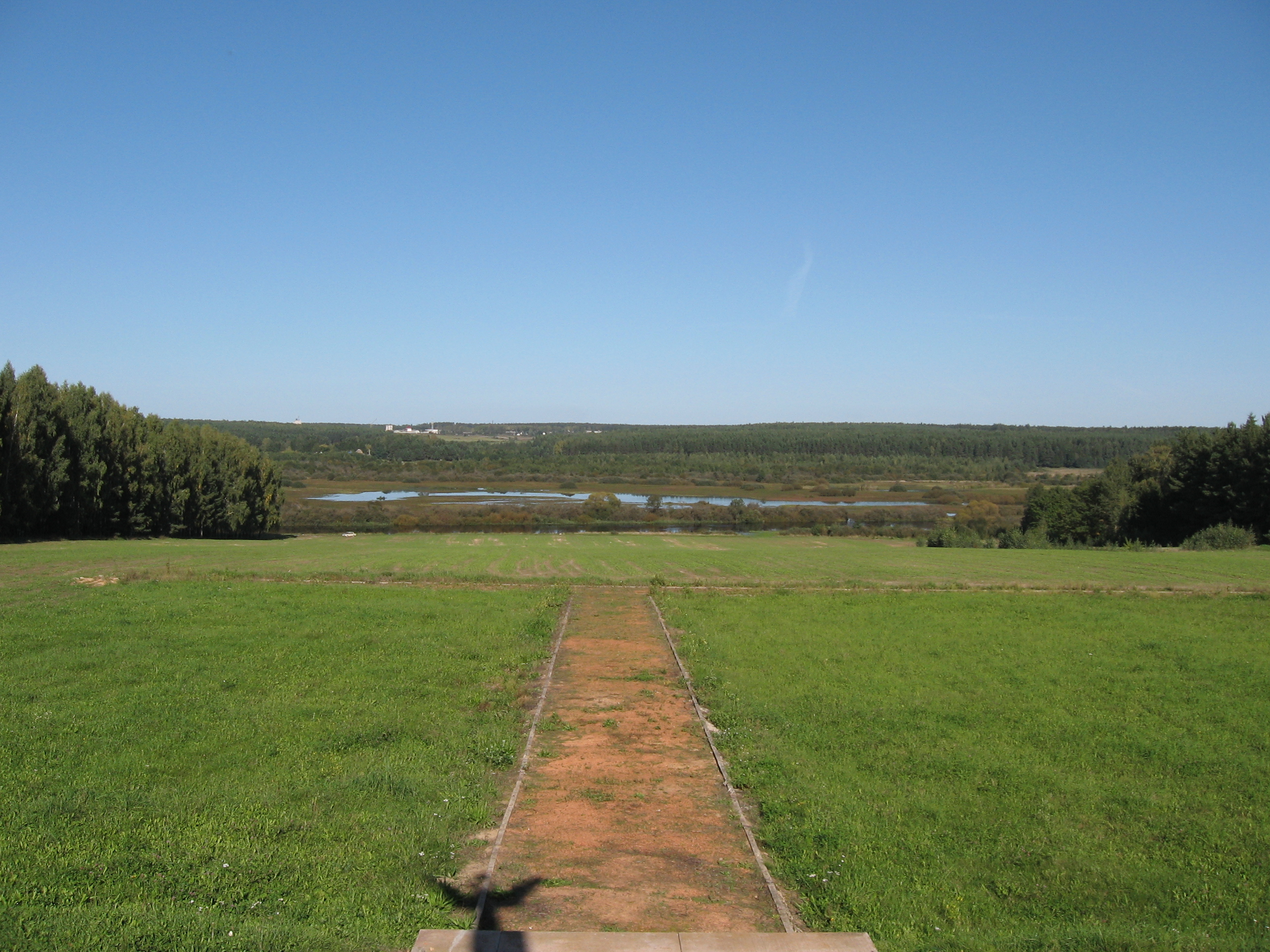
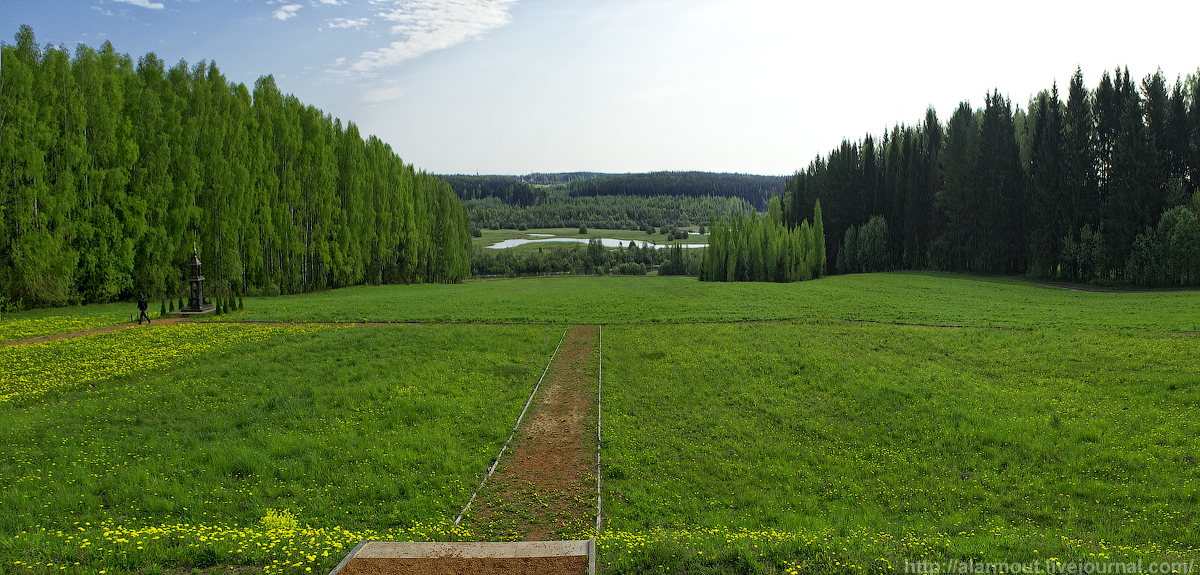
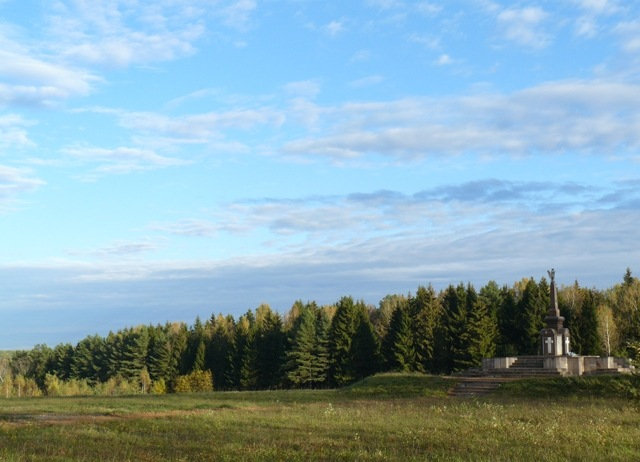
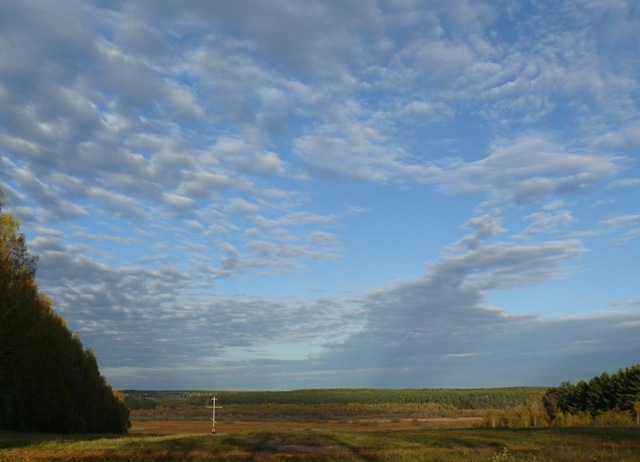
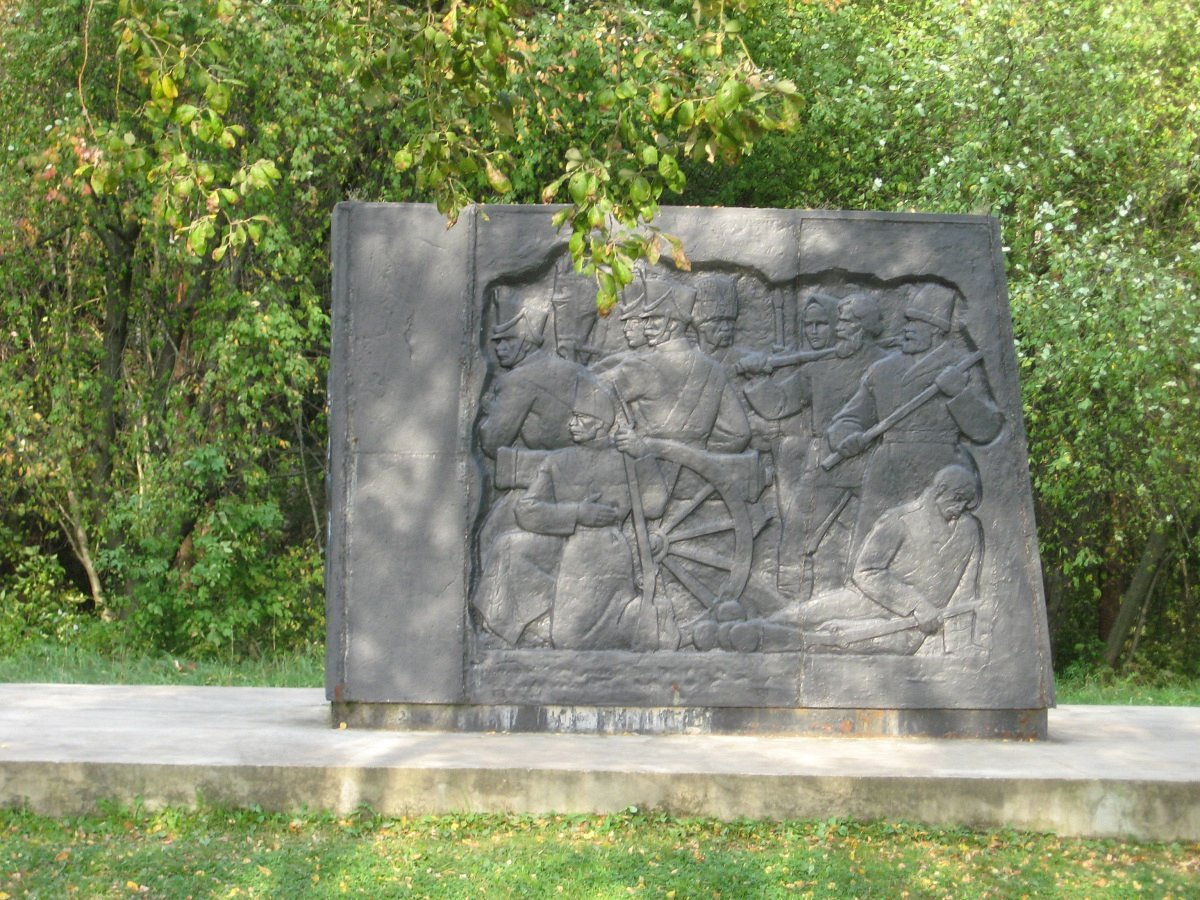
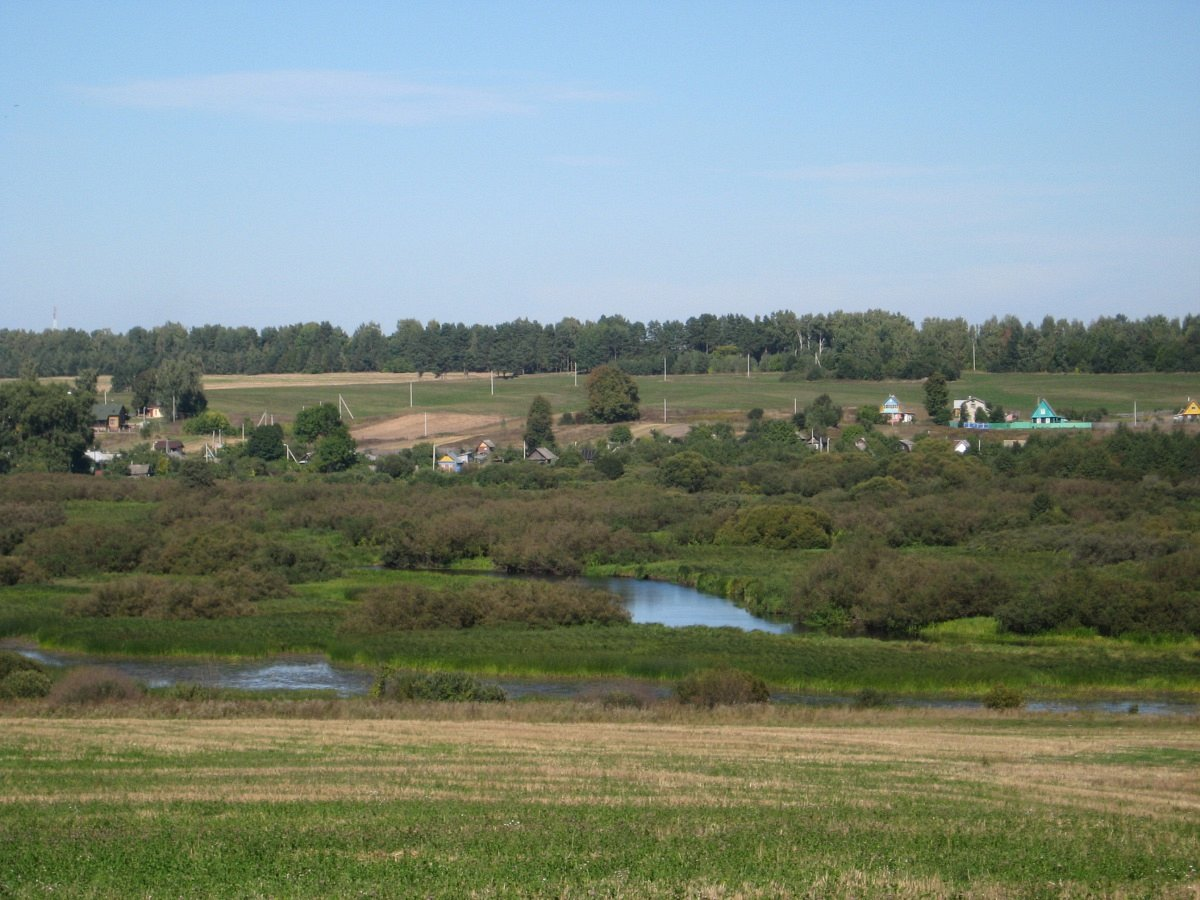